# Irus irus
Irus irus is een tweekleppigensoort uit de familie Veneridae. De wetenschappelijke naam van de soort is gepubliceerd in 1758 door Linnaeus in de tiende editie van Systema naturae. 